# Lisa Lambe
Lisa Lambe é uma cantora e atriz natural da Irlanda. Ela ingressou, no final de 2010, ao grupo Celtic Woman. 

O Jornal The Irish Times a descreveu como "a melhor cantora e atriz de sua geração por meio da qual uma base totalmente nova do teatro pode ser construída."